# Olympique Gymnaste Club de Nice 1960-1961
Questa voce raccoglie le informazioni riguardanti l'Olympique Gymnaste Club de Nice Côte d'Azur nelle competizioni ufficiali della stagione 1960-1961.

## Maglie
| Manica sinistra · Manica sinistra · Maglietta · Maglietta · Manica destra · Manica destra · Pantaloncini · Calzettoni |

## Rosa
| N. |                      | Ruolo | Calciatore            |
| -- | -------------------- | ----- | --------------------- |
|    | Francia (bandiera)   | P     | Georges Lamia         |
|    | Francia (bandiera)   | D     | Gérard Albert         |
|    | Argentina (bandiera) | D     | Juan Carlos Auzoberry |
|    | Francia (bandiera)   | D     | Guy Cauvin            |
|    | Francia (bandiera)   | D     | André Chorda          |
|    | Francia (bandiera)   | D     | Alain Cornu           |
|    | Argentina (bandiera) | D     | Pancho González       |
|    | Francia (bandiera)   | D     | Alphonse Martínez     |
|    | Francia (bandiera)   | C     | André Boragno         |
|    | Francia (bandiera)   | C     | Ferry Koczur          |
|    | Francia (bandiera)   | C     | Yvon Giner            |

| N. |                      | Ruolo | Calciatore           |
| -- | -------------------- | ----- | -------------------- |
|    | Francia (bandiera)   | A     | Jean-Louis Leonetti  |
|    | Francia (bandiera)   | C     | Vincent Scanella     |
|    | Francia (bandiera)   | A     | Jean-Pierre Alba     |
|    | Mali (bandiera)      | A     | Omar Barrou          |
|    | Francia (bandiera)   | A     | Jacques Casolari     |
|    | Argentina (bandiera) | A     | Osvaldo Dandru       |
|    | Francia (bandiera)   | A     | Héctor De Bourgoing  |
|    | Francia (bandiera)   | A     | Jacques Foix         |
|    | Francia (bandiera)   | A     | Jean-Pierre Serra    |
|    | Francia (bandiera)   | A     | Jean-Pierre Teissere |